# (9556) Gaywray
(9556) Gaywray est un astéroïde de la ceinture principale.

## Description
(9556) Gaywray est un astéroïde de la ceinture principale. Il fut découvert le 8 avril 1986 à l'observatoire Palomar par le programme INAS. Il présente une orbite caractérisée par un demi-grand axe de 2,32 UA, une excentricité de 0,18 et une inclinaison de 23,6° par rapport à l'écliptique.

## Compléments